# Lepidochelys olivacea
La tartaruga bastarda olivacea (Lepidochelys olivacea Eschscholtz, 1829) è un rettile testudinato della famiglia dei Chelonidi.

## Distribuzione
La specie pare diffusa in particolare alle latitudini tropicali (generalmente fra i 40° nord e i 40° sud) degli oceani Indiano e Pacifico, Mar Rosso compreso: la si trova anche nell'Oceano Atlantico centro-meridionale.

Predilige le acque costiere (entro i 15 km dalla linea costiera), ma esemplari solitari si possono trovare anche nelle acque aperte.

## Descrizione

### Dimensioni
Il carapace misura fino a 75 cm, per un peso massimo che sfiora a malapena il mezzo quintale: queste misure ne fanno una delle tartarughe marine di minori dimensioni.

### Aspetto
La pelle è di colore olivaceo: il carapace ha forma cuoriforme e presenta profilo a cupola con margini alti. Esso si forma da cinque paia di placche laterali, oltre a una fila mediana di 6-9 placche. Il colore del carapace è verde oliva scuro, mentre il piastrone è giallastro.
La coda è conica e corta: nei maschi essa oltrepassa il bordo del carapace, cosa che nelle femmine non accade.

## Biologia
Si tratta di animali che passano il tempo a vagare per gli oceani, scendendo fino ad oltre 150 m di profondità e sostando di tanto in tanto nei pressi della superficie per poter prendere il sole e perciò riscaldarsi. Il bagno di sole avviene solitamente nelle ore centrali della giornata, mentre la mattinata è dedicata alla ricerca del cibo. In acque fredde, spesso numerose tartarughe possono essere osservate prendere il sole assieme, mentre in acque temperate e calde l'abitudine di fare bagni di sole può essere del tutto assente.

### Alimentazione
Si tratta di animali onnivori, che si nutrono principalmente di crostacei ed alghe che trovano sul fondo marino, preferendo substrati molli a quelli coerenti: solo occasionalmente mangiano meduse, soprattutto quando si trovano in acque basse.

In cattività, questa specie mostra un tasso di cannibalismo sorprendentemente elevato.

### Riproduzione
Indipendentemente dall'età, le femmine sembrano evitare di riprodursi almeno fino a quando la lunghezza del loro carapace non supera i 60 cm.

L'accoppiamento avviene sulla terraferma fra la primavera e l'estate ed è molto promiscuo, con ciascun maschio che cerca di accoppiarsi col maggior numero di femmine possibile. Le femmine, dal canto loro, conservano lo sperma dei maschi per tutta la stagione riproduttiva, prima di utilizzarlo per fecondare le proprie uova.

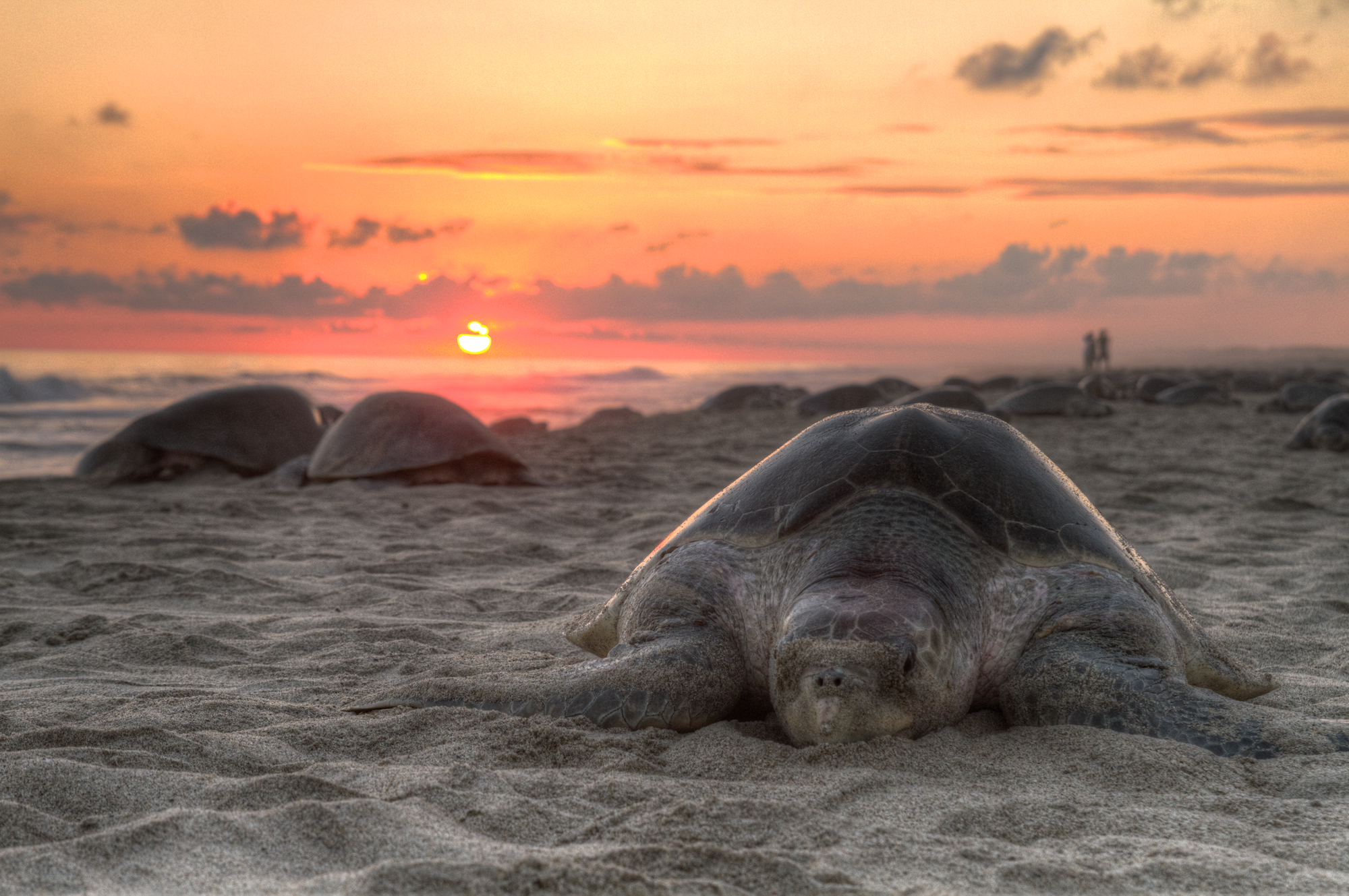
Una femmina durante la deposizione.

In prossimità della deposizione, le femmine (spesso in flottiglie anche numerose) migrano verso la propria spiaggia natale, che riconoscono molto probabilmente grazie ad avanzatissimi chemiorecettori che consentono loro di riconoscere il proprio luogo di nascita dall'odore. I siti più importanti di nidificazione si trovano in India (in particolare nello stato di Orissa e Tamil Nadu) e Bangladesh: negli ultimi tempi, inoltre, contrariamente a quanto si credeva (ossia che le alte salinità della zona abbattessero il tasso riproduttivo di questi animali), le tartarughe bastarde hanno deposto con successo anche nel Mar Rosso, in particolare in Eritrea. Queste tartarughe hanno la spettacolare tendenza a compiere deposizioni in massa, con anche 500 femmine alla volta che salgono a riva durante la notte.
La deposizione avviene sempre durante le ore notturne e pare legata al ciclo lunare, in quanto coincide solitamente col primo od ultimo quarto di luna.

Le uova vengono deposte in buche scavate dalla femmina nella sabbia a circa una cinquantina di metri dalla riva, profonde fino a mezzo metro. La femmina depone fino a 107 uova bianche e sferiche nella buca, e dopo averle ricoperte di sabbia ritorna in acqua e si allontana: a volte, alcune femmine depongono numerose uova a intervalli di settimane.
La schiusa avviene circa cinque settimane dopo la deposizione: la temperatura influenza sia la rapidità di sviluppo embrionale, che il sesso del nascituro, come avviene anche in altre specie di tartarughe marine.

I piccoli, appena nati, scavano nella sabbia fino a raggiungere la superficie, dopodiché, orientandosi con la luce lunare, si dirigono verso il mare e prendono il largo.

## Conservazione
La specie ha subito negli ultimi anni un forte decremento numerico a causa della pesca indiscriminata (le tartarughe rimangono impigliate nelle reti e soffocano) e della distruzione dell'habitat costiero, con la costruzione di grandi porti ed impianti petroliferi in luogo dei siti riproduttivi delle femmine. Gli animali selvatici, come cani randagi, ratti e sciacalli, scavano nella sabbia alla ricerca delle uova, mentre i piccoli appena nati vengono falcidiati dagli uccelli marini durante la loro corsa per guadagnare il mare. Si calcola che meno del 5% delle tartarughe nate in un anno sopravviva al primo anno di vita.

Un altro pericolo è rappresentato dai rifiuti lasciati in mare, che l'animale può scambiare per cibo ed ingoiare, rimanendo intossicato o soffocato.
La specie è classificata dalla IUCN come Vulnerabile: in base agli esemplari che tornano a riva per la riproduzione, si è stimata tuttavia una ripresa delle popolazioni pacifiche della specie, mentre la popolazione atlantica pare in diminuzione.
Il 19 Gennaio 2019 un esemplare è stato eccezionalmente rinvenuto in pessime condizioni sulla spiaggia di Seaford beach nell'East Sussex, Inghilterra ed è stata trasportata d'urgenza al vicino Sea Life di Brighton per tentare di curarla nonostante le ferite e la temperatura di 10 °C corporei. E' davvero insolito il ritrovamento dato che si tratta di una specie tropicale che in Atlantico sta prevalentemente nell'emisfero Australe e non è mai stata avvistata più a nord delle isole Canarie.